# Miscanthus oligostachyus
Miscanthus oligostachyus är en gräsart som beskrevs av Otto Stapf. Miscanthus oligostachyus ingår i släktet miskantusar, och familjen gräs. Inga underarter finns listade i Catalogue of Life.

## Bildgalleri

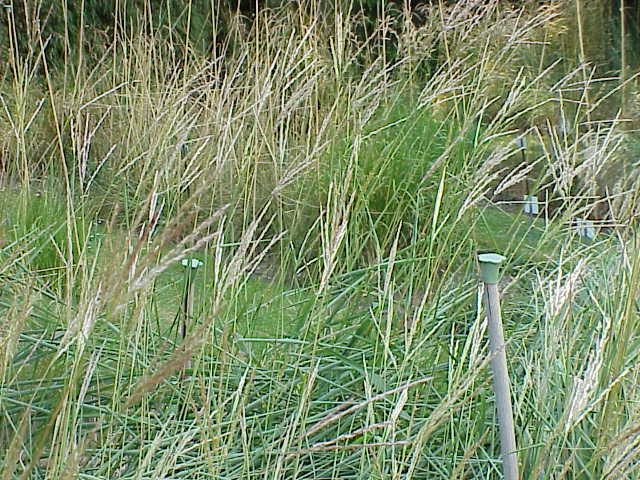
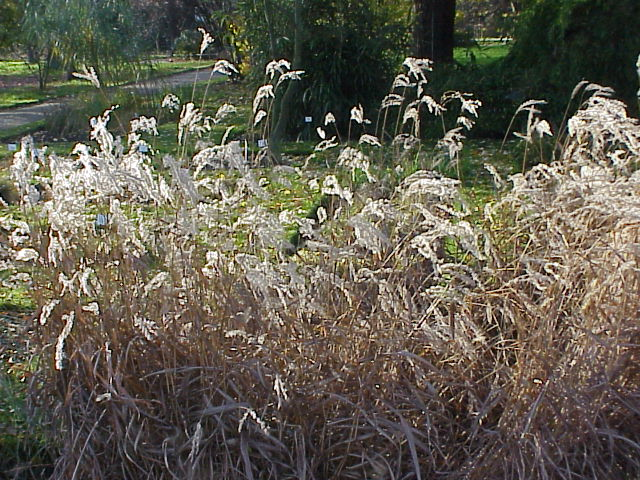
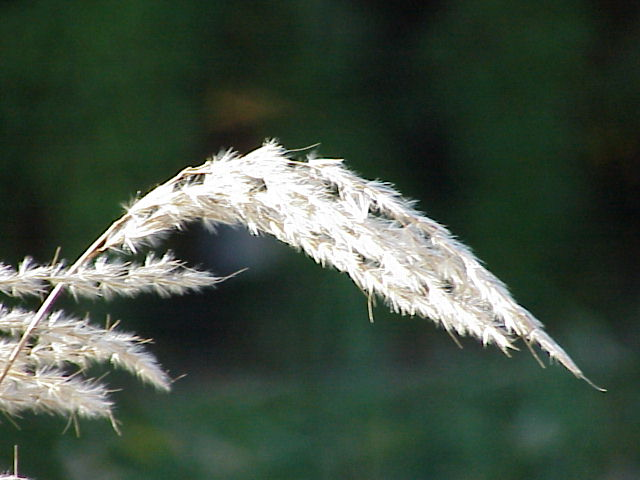
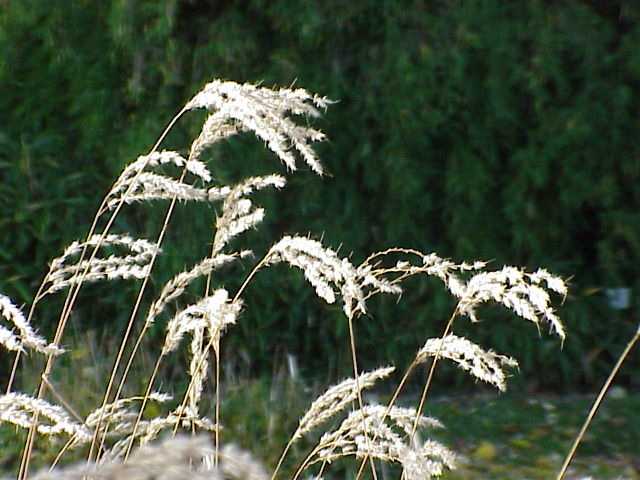